# The Boerenzonen op Speed
The Boerenzonen op Speed est un groupe belge de rock, originaire de Louvain.

## Histoire
Le groupe est formé sur le ton de l'humour en 1996 ; le groupe faisait partie d'une émission de radio de Radio Scorpio. Ils décrivent eux-mêmes leur style musical comme du triphoptractorpunk.
Pendant l'année de sa création, le groupe connait un succès radio avec la chanson Vliegtuig ('k Ga u komen halen). Après le succès modéré de leur deuxième single Vel to Vel à la radio, le groupe sort un premier album en 1997 : 100% Emo (200% Amu). L'album est un mélange de styles, allant du rock au metal, et du trip-hop à la jungle. Mies Meulders (alors connu pour le groupe De Lama's) et Tom Lumbeeck (connu pour le groupe belge Asociality) y apportent leur contribution en tant qu'invités. L'album comprend également deux reprises : une de Louis Neefs (Jennifer Jennings) et une de Tom Waits (Onze pa is dood). S'ensuivent quelques représentations sur des scènes et dans des festivals belges. En 1999, le groupe décide de mettre un terme à ses activités.
Néanmoins, en 2010, le groupe sort une nouvelle chanson intitulée Van den dop naar 't café (feat. Tafkalv). Après cet intermède, ils sortent leur (vrai) single de retour Gemeen en octobre 2011. En 2022, Jan Delvau de Radio 1 s'intéresse au groupe dans son émission Belpop.

## Discographie

### Album studio
- 1997 : 100% Emo (200% Amu)

### Singles
- 1996 : Vliegtuig ('k Ga u komen halen)
- 1996 : Vel tegen vel
- 1997 : Zaaien
- 1997 : Eén voor u (en twee voor mij)
- 2011 : Gemeen
- 2016 : Staken